# La Boissière-École
La Boissière-École település Franciaországban, Yvelines megyében. Lakosainak száma 748 fő (2022. január 1.). La Boissière-École Faverolles, Adainville, Condé-sur-Vesgre, La Hauteville, Hermeray, Mittainville, Poigny-la-Forêt, Saint-Léger-en-Yvelines és Le Tartre-Gaudran községekkel határos.

## Népesség
A település népességének változása:
| Lakosok száma | 757  | 765  | 868  | 765  | 759  | 752  | 756  | 754  | 748  |
|               | 2013 | 2015 | 2016 | 2017 | 2018 | 2019 | 2020 | 2021 | 2022 |